# Аксельссон, Курт
Курт Аксельссон (швед. Kurt Axelsson; 10 ноября 1941, Швеция — 15 декабря 1984, Швеция) — шведский футболист, защитник.

## Карьера

### Клубная карьера
Аксельссон дебютировал в профессиональном футболе в 1964 году за шведский «ГАИС». Он был великим защитником для клуба из Гётеборга. Всего за «ГАИС» сыграл 71 игру. В 1967 году Курт перешёл в бельгийский «Брюгге», где провёл 6 сезонов, сыграв 153 матчей и забив 4 гола. Затем он играл за «Остенде» (1973-76) и был играющим тренером в «Кортрейке».

### Выступление за сборную
За сборную Швеции сыграл 30 матчей. Был включен в сборную на чемпионат мира 1970.

## Смерть
Умер в возрасте 43 лет, 15 декабря 1984 года, в автокатастрофе.

## Достижения
- Чемпион Бельгии: 1973
- Обладатель Кубка Бельгии: 1968, 1970